# Rådhuspandekage
Rådhuspandekage er en specialitet som er kendt fra Københavns Rådhus. Den består af en pandekage rullet sammen med appelsincreme som bliver smurt med et tyndt lag abrikosmarmelade og drysset med mandelsplitter. De serveres kolde. Pandekagerne bliver brugt til officielle receptioner og festligheder på Københavns Rådhus.
Opskriften blev opfundet på Langeliniepavillonen. I 1930’erne blev opskriften givet videre til ejerne på Store Kro i Fredensborg. Vilkåret var, at den skulle holdes hemmelig, og at pandekagerne kun blev serveret til arrangementer som Københavns Kommune stod bag.